# Rivière aux Pins (rivière Montmorency)
Pour les articles homonymes, voir Pin, Les Pins (homonymie) et Rivière aux Pins.
La rivière aux Pins est un affluent de la rivière Montmorency, laquelle est un affluent de la rive nord du fleuve Saint-Laurent, coulant dans la municipalité de Sainte-Brigitte-de-Laval, dans la municipalité régionale de comté de La Jacques-Cartier, dans la région administrative de la Capitale-Nationale, dans la province de Québec, au Canada.
La partie inférieure de cette vallée est desservie par l'avenue Sainte-Brigitte, par la rue des Monardes et par la rue du Ruisseau. La partie supérieure est desservie par une route forestière secondaire. La sylviculture constitue la principale activité économique de cette vallée ; les activités récréotouristiques en second.
À cause de son altitude, la surface de la rivière Richelieu est généralement gelée de la début de décembre jusqu'à la fin de mars ; toutefois la circulation sécuritaire sur la glace se fait généralement de la mi-décembre à la mi-mars. Le niveau de l'eau de la rivière varie selon les saisons et les précipitations ; la crue printanière survient en mars ou avril.

## Géographie
La rivière aux Pins prend sa source d'un petit lac situé à 638 m d'altitude dans les montagnes, à 1,2 km au sud du lac Turgeon lequel se déverse vers l'ouest dans la rivière Turgeon.
Parcours de la rivière aux Pins
À partir de ce lac de tête, la rivière des Pins descend des montagnes en territoire forestier sur 12,9 km, avec une dénivellation de 238 m, selon les segments suivants :
- 480 m vers le sud jusqu'au lac au Pin (longueur : 0,8 km) qu'elle traverse. Ce lac est situé à 1,6 km au sud du lac Turgeon ;
- 1,6 km vers le sud-est jusqu'à l'embouchure d'un ruisseau venant du nord ;
- 1,9 km vers le sud-est, puis vers le sud, jusqu'au lac des Pins, que le courant traverse sur 195 m. Le nom de ce lac est associé à celui de la rivière du même nom ;
- 0,5 km vers le sud jusqu'à la décharge du lac des Coudres, venant de l'ouest ;
- 285 m vers le sud jusqu'à la décharge d'un ruisseau venant de l'est ;
- 0,6 km vers le sud-ouest jusqu'à la baie au nord du lac Poulin ;
- 420 m en traversant le lac Poulin du nord vers l'est (longueur : 480 m du nord au sud). Ce dernier lac est alimenté par le sud par la décharge du lac du Capitaine (longueur : 870 m, orienté vers le nord-est) ;
- 1,2 km vers le sud-est jusqu'au lac à Théodore (longueur : 390 m) où est érigé un barrage de retenu. Le courant traverse ce lac sur 260 m ;
- 5,9 km vers le sud-est en traversant de nombreuses chutes et rapides jusqu'à son embouchure, sur la rive est de la rivière Montmorency, dans la municipalité de Sainte-Brigitte-de-Laval. L'embouchure est située en milieu urbain, au sud du terrain de golf, qui est au sud du village de Sainte-Brigitte-de-Laval.

Principaux bassins versants
Les principaux bassins versants voisins de cette rivière sont :
- au nord-ouest : la rivière Turgeon qui est un affluent de la rivière des Hurons laquelle est un affluent de la rivière Saint-Charles ;
- à l'ouest : la rivière Jaune et la rivière Waterloo ;
- au nord-est : la rivière Lépine qui est un affluent de la rivière Saint-Adolphe laquelle est un affluent de la rivière Montmorency ;
- à l'est : la rivière Richelieu qui est un affluent de la rivière Montmorency. L'embouchure de la rivière Richelieu est à 0,9 km en amont de celui de la rivière aux Pins ;
- au sud : le ruisseau Euclide dont l'embouchure se déverse dans la rivière Montmorency à 2,0 km en aval de l'embouchure de la rivière aux Pins.

À partir de la confluence de la rivière aux Pins, le courant coule sur 18,0 km généralement vers le sud par le cours de la rivière Montmorency, jusqu'à la rive nord-ouest du fleuve Saint-Laurent.

## Toponymie
La désignation rivière aux Pins évoque le fait qu'au XIXe siècle les pins étaient présents sur le territoire aux alentours de cette rivière ; cette espèce était plutôt rare ailleurs dans la zone appartenant au Séminaire de Québec.
Cinq espèces de ce conifère, parmi 28 espèces, croissent au Québec. Faisant partie du genre Pinus et de la famille des pinacées, le pin comporte comporte les principales espèces suivantes : le pin sylvestre, le pin rigide (Pinus rigida), le pin gris (Pinus banksiana), le pin rouge (Pinus resinosa) et le pin blanc (Pinus strobus).
Selon les espèces, le pin sert notamment à la construction de bâtiments, de dormants de voies ferrées, de poteaux, de pilotis, de boiseries extérieures et intérieures, la fabrication de la pâte à papier, la fabrication d'instruments de musique. Le pin sert aussi de bois de chauffage. Sous le Régime français, le bois de pin était réservé à la construction des vaisseaux de la Marine royale, notamment les mâts. Aux XIXe et XXe siècles, une armée de bûcherons s'occupait de l'abattage des pins, et du transport du bois sur des routes forestières et du transport par flottage jusqu'aux moulins à scie ou jusqu'aux papetières. L'exploitation du pin contribua à la colonisation notamment de la Mauricie, de la vallée de la Gatineau, du Lac-Saint-Jean et de l'Abitibi-Témiscamingue.
Le toponyme rivière des Pins a été officialisé le 4 février 1982 à la Banque des noms de lieux de la Commission de toponymie du Québec.